# Peter Lufft
Peter Lufft (* 31. Dezember 1911 in Braunschweig; † 21. November 1997 in Wolfenbüttel) war ein deutscher Maler und Fotograf, Kunst- und Theaterkritiker sowie Publizist und Galerist in der Region Braunschweig.

## Leben
Ab dem Jahre 1954 war Lufft Geschäftsführer des Kunstvereins Braunschweig. Die Geschäftsführung hatte er bis mindestens 1958 inne.

## Publikationen
- Die Bildnismalerei Wilhelm Leibls. Effingerhof A.G., Brugg 1942. Zugl.: Zürich, Phil. Diss. 1942
- Otto Gleichmann, geboren 1887–1963 (1955) von Peter Lufft, Verlag: Kunstverein
- Götz von Seckendorff, 1889–1914 (1956) von Peter Lufft, Katalog zur Ausstellung im Kunstverein Braunschweig
- Kasimir Malewitsch (1958) von Peter Lufft, Verlag: Kunstverein, Haus Salve Hospes
- Christian Rohlfs (1958) von Peter Lufft, Verlag: Kunstverein
- 125 Jahre Braunschweigischer Kunstverein. In: Salve Hospes. Braunschweiger Blätter für Kunst und Kultur. Braunschweig 1958
- Mansouroff (1960) von Paul Mansouroff, Peter Lufft, Verlag: Kunstverein
- Der späte Kokoschka (1960) von Peter Lufft, Verlag: Kunstverein
- Erich Buchhol (1961) von Peter Lufft, Verlag: Kunstverein
- Zeichnungen (1963) von Gerd Burtchen, Peter Lufft, Walter Vitt, Verlag: Oeding
- Schönes Goslar (1969) von Günter Schöne, Peter Lufft, Verlag: Fackelträger-Verlag Schmidt-Küster
- Kurt Edzard – Plastiken. Zeichnungen. Ptobaris, eine Erzählung. Text: Peter Lufft, Edition Querschnitt, 1973
- Hommage à Dexel (1890–1993) – Beiträge zum 90. Geburtstag des Künstlers (1980) von Walter Vitt, Peter Lufft, Eugen Gomringer, Volker Wahl, Verlag: Vitt, ISBN 3-9805962-0-6
- Der Zeichner Rudolf Wilke. Leben und Werk. Ausstellungskatalog Braunschweig 1987
- Der Maler Karl Breitsprecher. Verlag Städtisches Museum Braunschweig 1989, ISBN 978-3-927288-02-7
- mit Jutta Brüdern: Profile aus Braunschweig. Persönliches über Persönlichkeiten im Bild und Text. Appelhans, Salzgitter 1996, ISBN 3-930292-03-3.